# 拉沙佩勒圣皮埃尔
拉沙佩勒圣皮埃尔（法語：Lachapelle-Saint-Pierre，法語發音：[laʃapɛl sɛ̃ pjɛʁ]）是法国瓦兹省的一个市镇，属于博韦区。

## 地理
拉沙佩勒圣皮埃尔（49°16'10"N, 2°14'9"E）面积4.22 平方千米，位于法国上法蘭西大區瓦兹省，该省份为法国北部内陆省份，北起索姆省，西接厄尔省和滨海塞纳省，南至塞纳-马恩省和瓦兹河谷省，东临埃纳省。
与拉沙佩勒圣皮埃尔接壤的市镇（或旧市镇、城区）包括：科维尼、迪约多内、诺维莱尔、于利圣乔治。

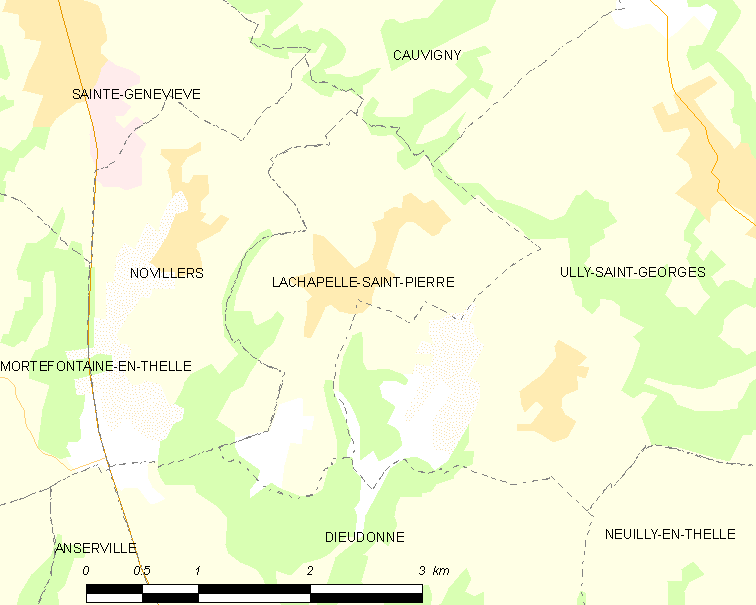
拉沙佩勒圣皮埃尔的OSM定位图

拉沙佩勒圣皮埃尔的时区为UTC+01:00、UTC+02:00（夏令时）。

## 行政
拉沙佩勒圣皮埃尔的邮政编码为60730，INSEE市镇编码为60334。

## 政治
拉沙佩勒圣皮埃尔所属的省级选区为韦克桑地区肖蒙县。

## 人口

1962-2008年间拉沙佩勒圣皮埃尔人口变化图示

拉沙佩勒圣皮埃尔于2022年1月1日时的人口数量为830人。